# Шиміан (комуна, Мехедінць)
Шиміан (рум. Șimian) — комуна у повіті Мехедінць в Румунії. До складу комуни входять такі села (дані про населення за 2002 рік):
- Валя-Копчій (163 особи)
- Дедовіца-Веке (120 осіб)
- Дедовіца-Ноуе (402 особи)
- Дудашу (1197 осіб)
- Ергевіца (400 осіб)
- Поройна (270 осіб)
- Чернець (3418 осіб)
- Шиміан (3700 осіб)

Комуна розташована на відстані 269 км на захід від Бухареста, 4 км на південний схід від Дробета-Турну-Северина, 93 км на захід від Крайови.

## Населення
За даними перепису населення 2002 року у комуні проживали 9670 осіб.
Національний склад населення комуни:
| Національність   | Кількість осіб | Відсоток |
| ---------------- | -------------- | -------- |
| румуни           | 8890           | 91,9%    |
| цигани           | 771            | 8,0%     |
| німці            | 3              | < 0,1%   |
| угорці           | 2              | < 0,1%   |
| українці         | 1              | < 0,1%   |
| росіяни-липовани | 1              | < 0,1%   |
| серби            | 1              | < 0,1%   |
| чехи             | 1              | < 0,1%   |

Рідною мовою назвали:
| Мова       | Кількість осіб | Відсоток |
| ---------- | -------------- | -------- |
| румунська  | 9184           | 95,0%    |
| циганська  | 482            | 5,0%     |
| німецька   | 2              | < 0,1%   |
| українська | 1              | < 0,1%   |
| чеська     | 1              | < 0,1%   |

Склад населення комуни за віросповіданням:
| Релігія                                       | Кількість осіб | Відсоток |
| --------------------------------------------- | -------------- | -------- |
| православні                                   | 9483           | 98,1%    |
| п'ятдесятники                                 | 94             | 1,0%     |
| греко-католики                                | 49             | 0,5%     |
| баптисти                                      | 19             | 0,2%     |
| адвентисти                                    | 14             | 0,1%     |
| римо-католики                                 | 2              | < 0,1%   |
| реформати                                     | 1              | < 0,1%   |
| бретрени                                      | 1              | < 0,1%   |
| лютерани (Синодально-пресвітеріанська церква) | 1              | < 0,1%   |
| лютерани                                      | 1              | < 0,1%   |

## Зовнішні посилання
- Дані про комуну Шиміан на сайті Ghidul Primăriilor [Архівовано 22 квітня 2012 у Wayback Machine.]